# Andrej Mel'ničenko
Andrej Leonidovič Mel'ničenko (in russo Андрей Леонидович Мельниченко?; 21 maggio 1992) è un fondista russo.

## Biografia
In Coppa del Mondo ha esordito il 23 gennaio 2016 a Nové Město na Moravě, classificandosi 22º nella 15 km in tecnica libera. L'anno successivo ha preso parte ai Campionati mondiali a Lahti 2017, giungendo 28º nella 50 km .
Ai XXIII Giochi olimpici invernali di Pyeongchang 2018, sua prima presenza olimpica, è giunto 14º nella 15 km, 48º nella sprint e 29º nello skiathlon. Ha ottenuto il primo podio in Coppa del Mondo l'8 dicembre successivo a Beitostølen (3°); ai Mondiali di Seefeld in Tirol 2019 è stato 13º nella 50 km e 13º nello skiathlon, mentre a quelli di Oberstdorf 2021 si è classificato 12º nella 15 km.

## Palmarès

### Coppa del Mondo
- Miglior piazzamento in classifica generale: 8º nel 2021
- 7 podi (2 individuali, 5 a squadre):
  - 4 secondi posti (1 individuale, 3 a squadre)
  - 3 terzi posti (1 individuale, 2 a squadre)

#### Coppa del Mondo - competizioni intermedie
- 2 podi di tappa:
  - 1 secondo posto
  - 1 terzo posto